# Acanthemblemaria aspera
Acanthemblemaria aspera is een  straalvinnige vissensoort uit de familie van snoekslijmvissen (Chaenopsidae). De wetenschappelijke naam van de soort is voor het eerst geldig gepubliceerd in 1927 door Longley.